# Bajina Bašta (općina)
Bajina Bašta je gradić i centar općine u Zlatiborskom okrugu u zapadnoj Srbiji. Nalazi se u tzv. Drinskoj dolini, jer rijeka Drina teče zapadnom granicom općine i predstavlja graničnu crtu prema susjednoj Bosni i Hercegovini. Inače, nad čitavim krajem dominira planina Tara.
Općina Bajina Bašta prostire se na 673 km2, a na teritoriju općine je po popisu stanovništva provedenom 2002. živjelo 29.151 stanovnika u 36 naseljenih mjesta.
Susjedne općine su:
- u Srbiji - Ljubovija, Valjevo, Kosjerić i Užice
- u Bosni i Hercegovini odn. Rep. Srpskoj - Bratunac, Srebrenica i Višegrad.

Glavni gospodarski gigant čitavog kraja je drinska hidroelektrana "Bajina Bašta" u Perućcu.

## Nacionalni sastav
- Srbi - 28.707 (98,47%)
- ostali - 184 (0,63%)
- nacionalno neizjašnjeni - 226 (0,77%)
- izjašnjeni u smislu regionalne pripadnosti - 0
- nepoznato - 34 (0,13%)

## Naseljena mjesta
Naseljena mjesta su: Bajina Bašta, Bačevci, Beserovina, Cerje, Crvica, Dobrotin, Draksin, Dub, Zaglavak, Jagoštica, Jakalj, Jelovik, Konjska Reka, Kostojevići, Lug, Lještansko, Mala Reka, Obajgora, Ovčinja, Okletac, Pepelj, Perućac, Pilica, Pridoli, Rastište, Rača, Rogačica, Sijerač, Solotuša, Strmovo, Višesava, Gvozdac, Zaovine, Zarožje, Zaugline, Zlodol.